# Fourplay
Fourplay (dan. 1990 i USA) er en moderne amerikansk popfusions gruppe ledet af Bob James på klaver og keyboards. Den oprindelige gruppe bestod af Bob James, Lee Ritenour på guitar, Harvey Mason på trommer og Nathan East på bass. Ritenour forlod gruppen (1997), og blev erstattet af Larry Carlton, som forlod gruppen i 2010, og blev erstattet af Chuck Loeb til han døde af kræft i (2017). Gruppens debut lp Fourplay (1991), solgte over en million lp´er, og var nr. 1 på jazzhitlisterne i USA i 33 uger. Gruppen har haft stor succes Verden over, og dækker en bred pallette af inspirationer i deres musik fra popfunk over soul og rythm & blues. Deres musik er meget struktureret og arrangeret, og de har også optrådt i koncertsammenhænge med symfoniorkestre som backing f.eks i Japan med Tokyo Philharmonic Orchestra. Gruppen har været sat på pause fra 2017 efter Loeb's død.

## Diskografi
- Fourplay (1991)
- Between the Sheets (1993)
- Elixir (1995)
- The Best of Fourplay (1997)
- 4 (1998)
- Snowbound (1999)
- Yes, Please! (2000)
- Heartfelt (2002)
- Journey	(2004)
- X (2006)
- Energy (2008)
- Let's Touch the Sky	(2010)
- Esprit de Four (2012)
- Silver (2015)
- The Best of Fourplay (2020)

## DVD-indspilninger
- An Evening of Fourplay: Volumes I and II (1994)
- Live in Cape Town (2005)
- Live at San Javier Jazz Festival (2006)